# معبد شور
معبد شور هو مجمع معابد وأضرحة يقع على خليج البنغال وعلى بعد 60 كم جنوب تشيناي في ولاية تاميل نادو،الهند.